# Saint-Marc-à-Frongier
Saint-Marc-à-Frongier ist eine Gemeinde im Zentralmassiv in Frankreich. Sie gehört zur Region Nouvelle-Aquitaine, zum Département Creuse, zum Arrondissement Aubusson und zum Kanton Aubusson. 

## Geografie
Die Gemeinde grenzt im Norden an Blessac, im Nordosten an Aubusson, im Osten und im Süden an Saint-Quentin-la-Chabanne, im Südwesten an Vallière und im Nordwesten an Saint-Michel-de-Veisse. Das Gemeindegebiet wird vom Flüsschen Beauze durchquert.
Zum Siedlungsgebiet gehören neben der Hauptsiedlung auch die Dörfer L’Arbre-du-Cocu, Le Bauze Bichaud, Chambroutière, Chameyroux, Le Château, Lachaud, Congres, Farges, La Genète, La Goutelle, Margnot, Mergoux, Le Monteil, Montrugeas, Saint-Roch, La Valette, Villescot und Vitrac.

## Bevölkerungsentwicklung
| Jahr      | 1962 | 1968 | 1975 | 1982 | 1990 | 1999 | 2012 |
| --------- | ---- | ---- | ---- | ---- | ---- | ---- | ---- |
| Einwohner | 409  | 394  | 367  | 376  | 407  | 348  | 366  |

## Sehenswürdigkeiten
Chameyroux und Villescot weisen romanische Merkmale auf. In Saint-Roch steht eine Kapelle, datiert auf das 18. Jahrhundert. Romanisch ist auch die örtliche Kirche Saint-Marc. Das Schloss von Saint-Marc-à-Frongier ist auf 15. Jahrhundert datiert. 

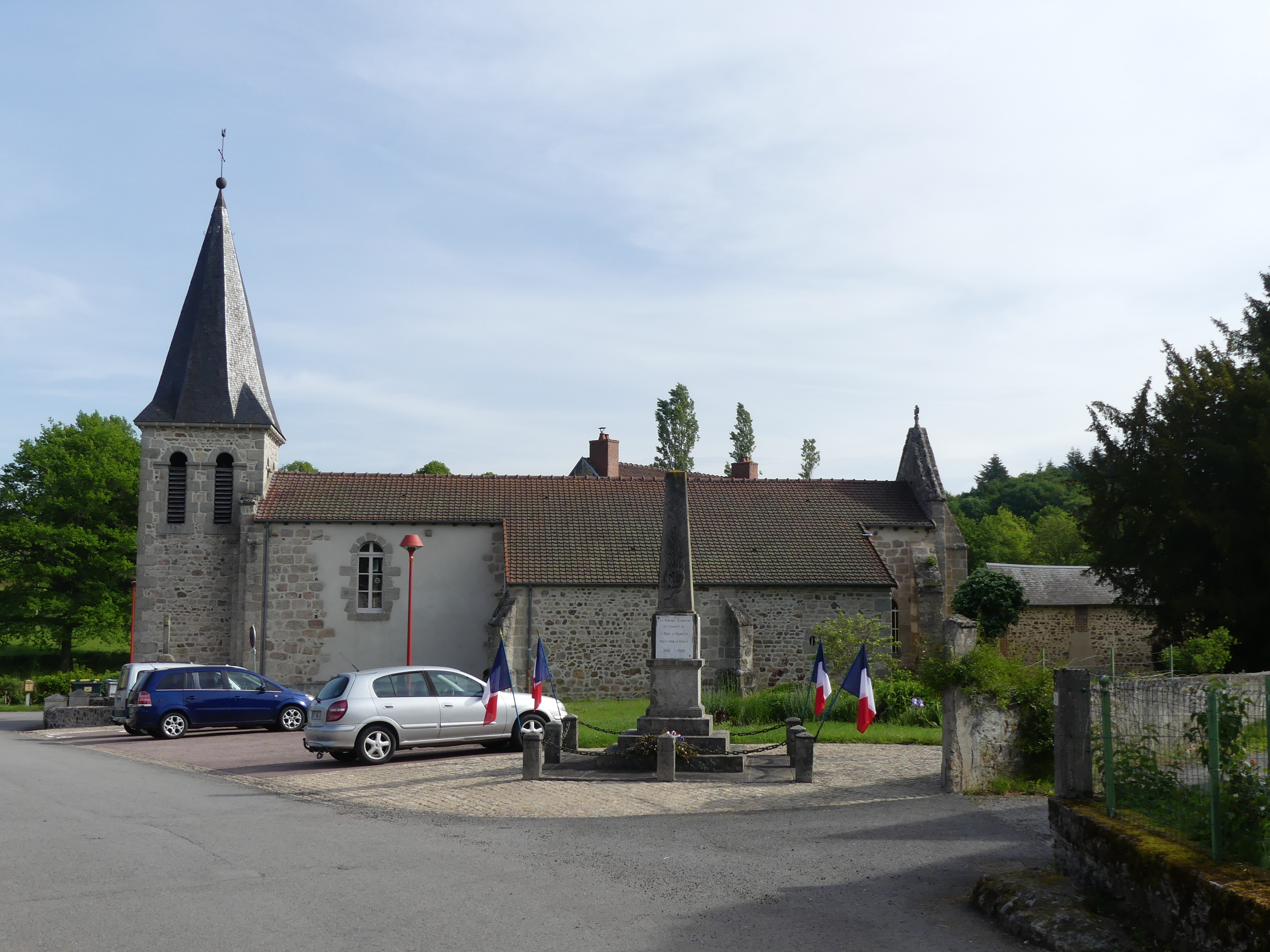
Kirche Saint-Marc